# Kế hoạch 5 năm 1991–1995 (Việt Nam)
Đại hội VII đề ra "Kế hoạch Nhà nước 5 năm (1991 – 1995)" xuất phát từ đặc điểm tình hình trong và ngoài nước, căn cứ vào mục tiêu của chặng đường đầu thời kì quá độ lên Chủ nghĩa xã hội.Đại hội VII cũng đồng thời đề ra quyết định phương hướng, nhiệm vụ, mục tiêu kinh tế xã hội của Kế hoạch.. 

## Bối cảnh
"Kế hoạch Nhà nước 5 năm (1991 – 1995)" được đề ra trong bối cảnh đất nước đang thực hiện công cuộcĐổi mới được đề ra từ Đại hội Đảng Cộng sản Việt Nam VI và đạt được những thắng lợi bước đầu, được nhân dân và quốc tế ủng hộ. Tình hình quốc tế và trong nước lúc bấy giờ có nhiều biến chuyển, nhất là sự sụp đổ của khối Đông Âu và cuộc khủng hoảng trầm trọng của Liên Xô.

## Nhiệm vụ
Phương hướng, nhiệm vụ, mục tiêu kinh tế xã hội của Kế hoạch là:
- Đẩy lùi và kiểm soát lạm phát
- ổn định phát triển và nâng cao hiệu quả nền sản xuất xã hội
- Bước đầu ổn định và từng bước cải thiện đời sống vật chất và văn hóa của nhân dân lao động.
- Bắt đầu có tích lũy từ nội bộ nền kinh tế

## Thực hiện
Kế hoạch 5 năm 1991-1995 do Đại hội đề ra đã đạt nhiều thành tựu trên các lĩnh vực của sự nghiệp đổi mới:

### Công nghiệp và Dịch vụ
- Nhịp độ phát triển kinh tế cao, những mục tiêu chủ yếu của kế hoạch hoàn thành vượt mức. Tổng sản phẩm trong nước tăng 8,2% /năm. Công nghiệp tăng 13,3% /năm.

Dịch vụ tăng 80%. Vận tải tăng 62%. Lạm phát từ 67.1% 1991 giảm còn 12.7% 1995.

### Nông nghiệp
Sản lượng lương thực tăng 26%. Chuyển dịch cơ cấu nông nghiệp và kinh tế nông thôn.

### Kinh tế đối ngoại
- Kinh tế đối ngoại phát triển. Xuất khẩu đạt 17 tỉ USD. Nhập khẩu 21 tỉ USD. Có quan hệ buôn bán với hơn 100 nước. Nhà nước mở rộng quyền xuất nhập khẩu cho tư nhân. Vốn đầu tư nước ngoài tăng 50% đạt trên 19 tỉ USD.

### Văn hóa Xã hội
- Khoa học công nghệ, văn hóa xã hội phát triển. Thu nhập quốc dân tăng và giải quyết được nạn đói.
- Chính trị xã hội, quốc phòng an ninh được củng cố
- Mở rộng quan hệ đối ngoại, không còn bị bao vây do đã rút quân khỏi Campuchia từ năm 1988. Bình thường quan hệ với Mỹ và gia nhập ASEAN năm 1995

## Hạn chế và khó khăn
- Việt Nam vẫn là nước nghèo. Kinh tế Việt Nam còn mất cân đối, lạc hậu, trình độ kém, thu nhập quốc dân, năng suất còn thấp, đời sống nhân dân khó khăn.
- Xã hội nảy sinh nhiều hiện tượng tiêu cực tham nhũng, lãng phí, buôn lậu và nhiều tiêu cực còn tồn tại trong nhà nước.
- Bắt đầu phân hóa giàu nghèo giữa các vùng và các tầng lớp dân cư.

## Xem Thêm
- Đảng Cộng sản Việt Nam
- Kinh tế Việt Nam
- Thời Bao cấp
- Đổi mới